# Švýcarští salašničtí psi

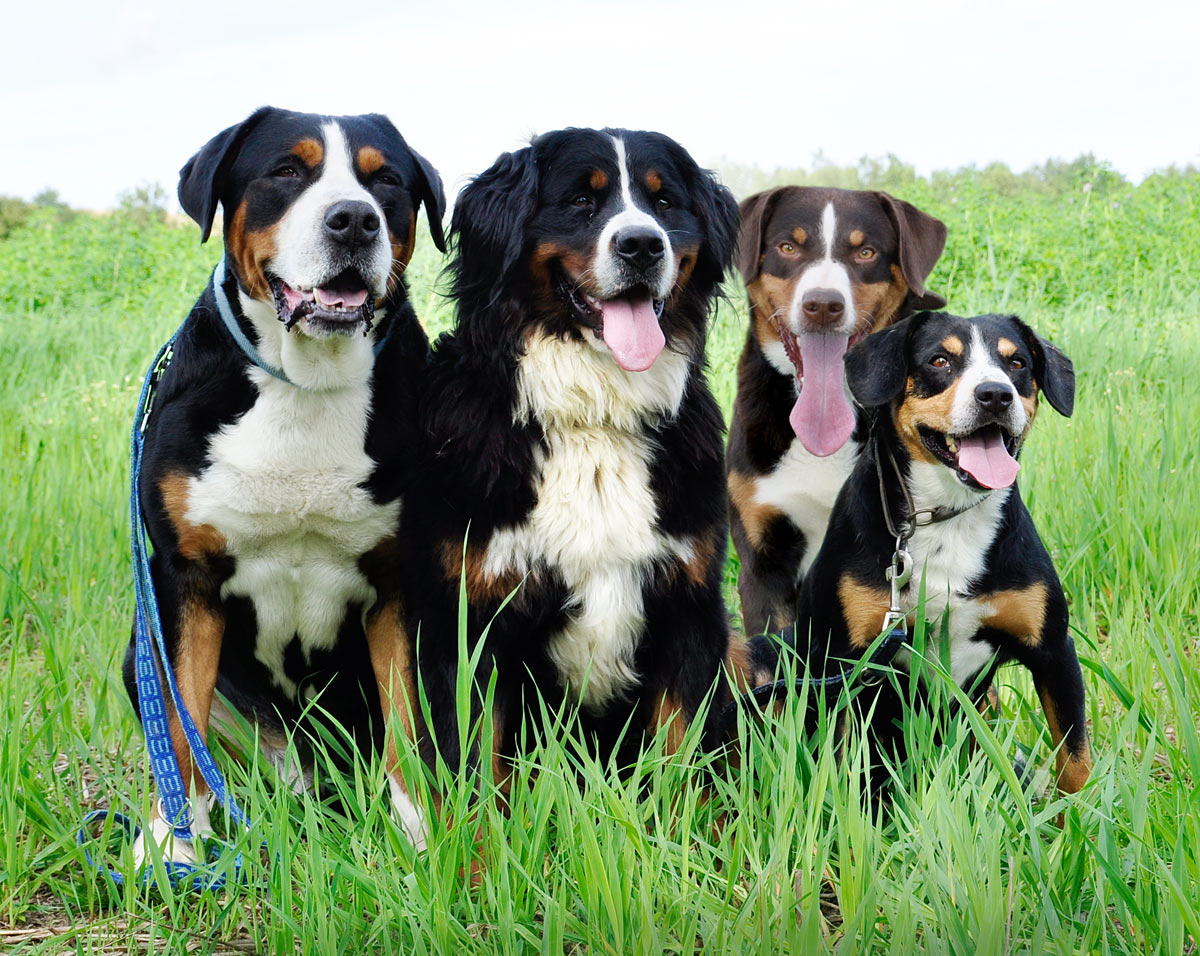
Švýcarští salašničtí psi

Švýcarští salašničtí psi (německy: Sennenhund) je typ psích plemen pocházející ze Švýcarských Alp. Jde o farmářské psy molossoidního typu. Existují celkem čtyři plemena, která se řadí mezi švýcarské salašnické psy. Všechna sdílí jedinečnou trikolorní barvu srsti, silnou stavbu těla a klidný temperament. Velikost plemen se liší od středně velkých po velké. Mezi zmiňovaná čtyři plemena patří:
- Bernský salašnický pes
- Velký švýcarský salašnický pes
- Appenzellský salašnický pes - velmi živý, temperamentní, středně velký téměř kvadratický pes s typicky zatočeným ocasem nad hřbetem. Věrný jedné rodině, nedůvěřivý k ostatním. Výborný společník a sportovec.
- Entlebušský salašnický pes